# Palo Colorado, Oaxaca
Palo Colorado är en ort i Mexiko.   Den ligger i kommunen San Miguel Chimalapa och delstaten Oaxaca, i den sydöstra delen av landet, 600 km sydost om huvudstaden Mexico City. Palo Colorado ligger 296 meter över havet och antalet invånare är 263.
Terrängen runt Palo Colorado är kuperad. Runt Palo Colorado är det glesbefolkat, med 14 invånare per kvadratkilometer. Närmaste större samhälle är La Blanca, 7,8 km söder om Palo Colorado. I omgivningarna runt Palo Colorado växer huvudsakligen savannskog.